# Don’t Be Proud
A Don't Be Proud című dal az olasz Cappella duó 1995-ben megjelent utolsó kislemeze az U Got 2 Know című stúdióalbumról.
Az album a belga slágerlistán a 27. míg a holland kislemezlistán a 26. helyig jutott.

## Megjelenések
12"  Olaszország Media Records – MR 634
- A1	Don't Be Proud (Original Version)	5:08
- A2	Don't Be Proud (CCQT Mix) 6:02
- B1	Don't Be Proud (Techno Kingdom Mix) 5:21
- B2	Don't Be Proud (Plus Staples Mix) 5:13

### Slágerlistás helyezések
| Slágerlista (1994)             | Legjobb helyezés |
| ------------------------------ | ---------------- |
| Netherlands (Dutch Top 40)     | 26               |
| Belgium (Ultratop 50 Flanders) | 27               |